# Flor Van Reeth

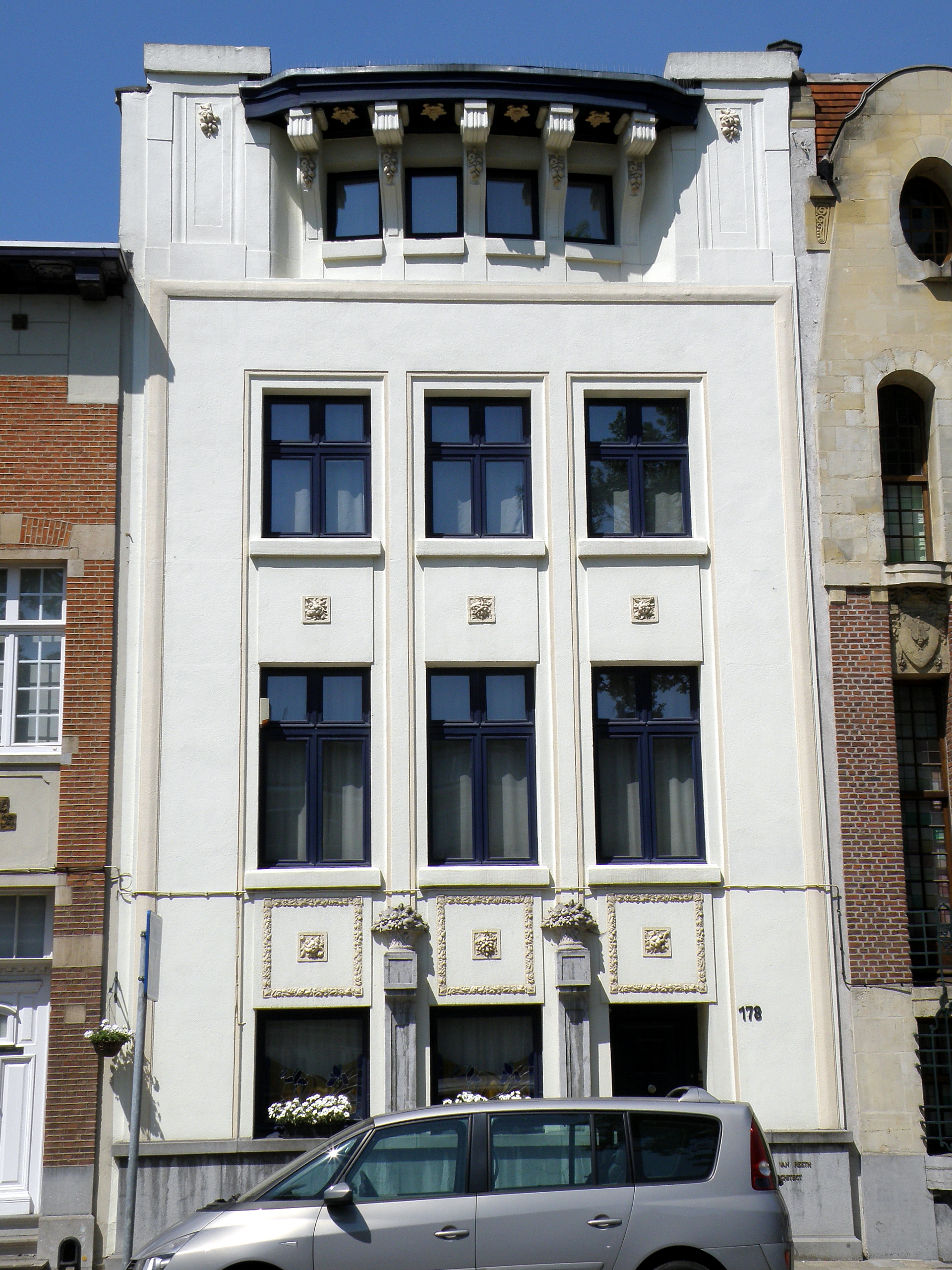
Eigen woning van Flor Van Reeth aan de Boekenberglei te Deurne.

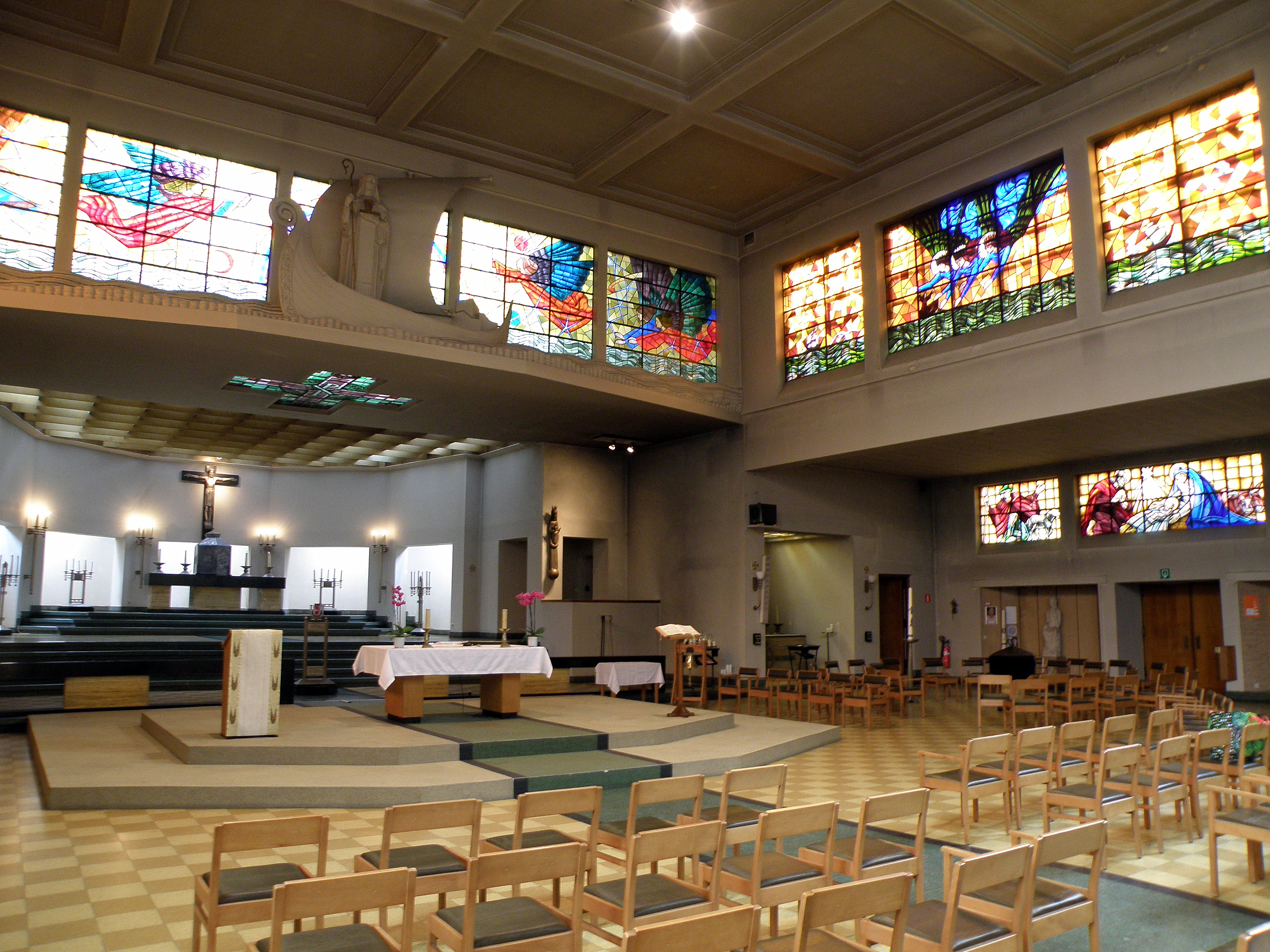
Sint-Walburgiskerk te Antwerpen, ontwerp van F. Van Reeth, 1938. Glasramen door Eugeen Yoors.

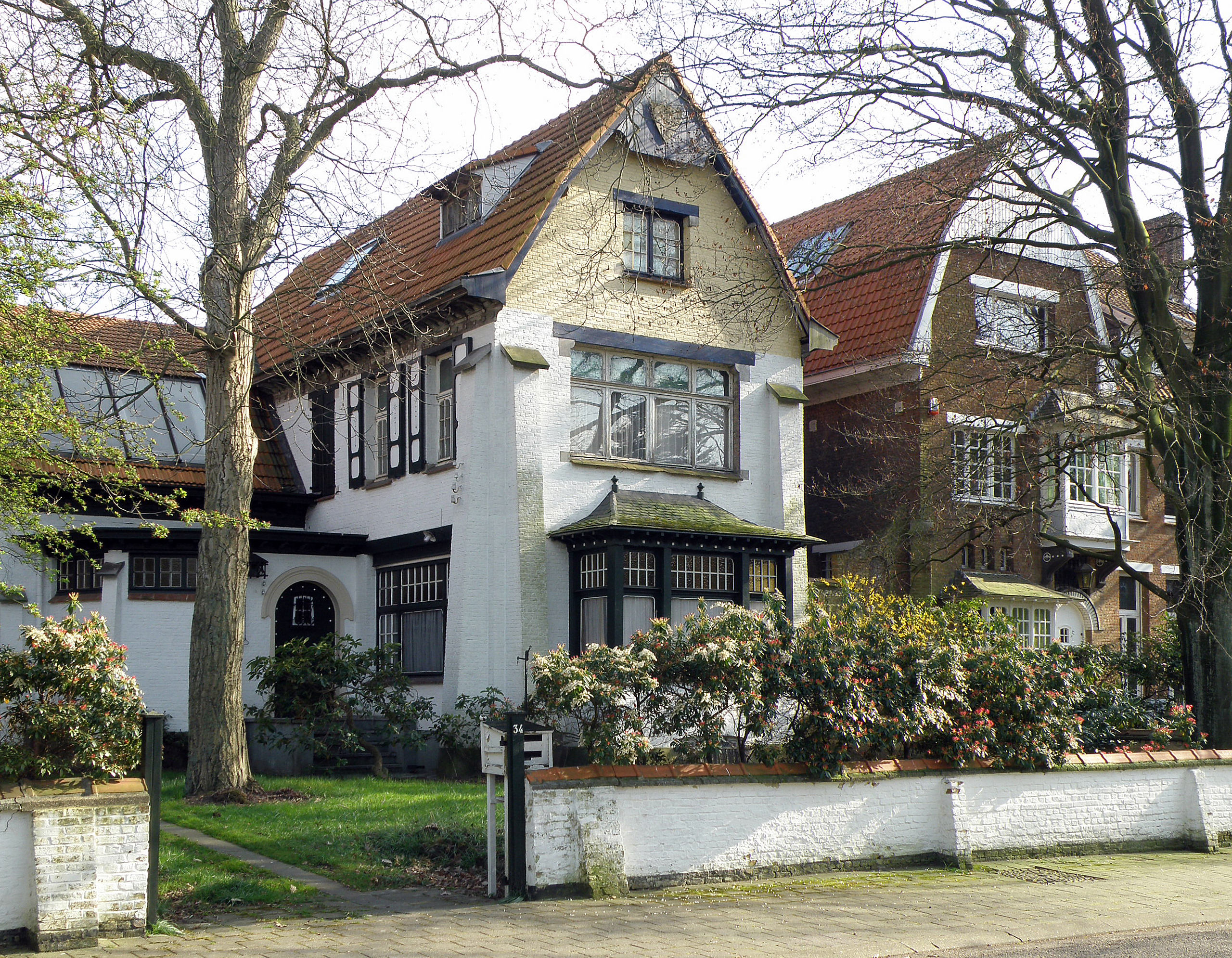
Villa "Greta", gebouwd te Mortsel, Kapellelei 34.

Flor Van Reeth (Antwerpen, 2 april 1884 – Lier, 21 maart 1975) was een Vlaams architect en kunstschilder.  

## Levensloop
Hij begon in 1887 zijn schoolcarrière in le Petit Collège Saint Stanislas bij De Dames van het Christelijk Onderwijs te Antwerpen. 
Hij studeerde bouwkunst aan de Antwerpse Academie voor Schone Kunsten, en kreeg onder meer les van Pieter Dens, Jules Bilmeyer en Eugène Geefs. Vervolgens liep hij twee jaar stage bij architect Frans Mertens te Borgerhout. Gelijktijdig bekwaamde hij zich in tekenen en schilderen. In 1905 realiseerde hij zijn eerste architecturale opdracht: herberg ‘De Teniersvrienden’ te Boechout.
‘Hij stelde zich tot doel een authentieke eigentijdse architectuur te ontwikkelen die, teruggrijpend op de oude Vlaamse bouw – en leefcultuur, tevens ingegeven was door een christen-humanitair levensgevoel. Diepgelovig, wilde hij hiermee bijdragen tot de ontwikkeling van een nieuwe, religieus geïnspireerde cultuur. Hij verdiepte zich in de eigentijdse en middeleeuwse literatuur, zowel in het symbolisme van Maurice Maeterlinck als in de spiritualiteit van Ruusbroec en Thomas a Kempis. Tegelijk koesterde hij een grote belangstelling voor de oude Brabantse architectuur.’ (F.S. Repertorium van de architectuur in België, Mercatorfonds, 2003).
In 1906 kwam hij  in contact met Eugeen Yoors en Felix Timmermans, die zijn diepe religieuze en mystieke opvattingen deelden en met wie hij een levenlange vriendschap sloot. Samen met Yoors was hij lid van het kabbalistisch genootschap ‘Rose Croix’ en de Antwerpse kunstkring ‘Scalden’. Voor Flor van Reeth waren de Vlaamse begijnhoven, inzonderheid het begijnhof van Lier, een mystieke bron voor tal van intimistische en symbolistisch geladen waterverfschilderijen.
Als medestichter van het tijdschrift ‘De Bouwgids’ (1908), was hij een vurig verdediger voor  regionale bouwkunst in de zin van Arts&Craftsbeweging. Typische voorbeelden daarvan resulteerden onder meer in drie landhuizen (kunstenaarswoningen) te Mortsel (1908-09), waarvan ‘De Witte Vaas’ als eigen woonst. Hier schreef Felix Timmermans het hoofdstuk ‘Maneschijn’ uit Pallieter. In 1912 trouwde Flor van Reeth met Mathilde Faes, die hem drie kinderen zou schenken. In datzelfde jaar verkreeg hij van Maurice Maeterlinck de opdracht tot het bouwen van een landhuis te Neuilly bij Parijs; echter door het uitbreken van de Eerste Wereldoorlog en relationele liefdesproblemen bij Maeterlinck, met name de breuk met Georgette Leblanc, bleef dit project onuitgevoerd.
In 1913 stichtte hij samen met Eugeen Yoors ‘Le scarabée d’Or’, werkstede voor bouw- en versieringskunst.

Tijdens de Eerste Wereldoorlog week hij uit naar Londen en maakte kennis met de bouwwerken en interieurs van William Morris, Culpin, Baillie Scott. Daar kwam hij in contact met architect en stedenbouwkundige Raymond Unwin, met wie hij gesprekken voerde over de tuinwijkgedachte.
Bij de wederopbouw na de bevrijding realiseerde hij (in samenwerking met Jef Huygh) de Lierse tuinwijk “Zuid-Australië” (1922-23), deels geïnspireerd op de begijnhoftypologie. Deze tuinwijk werd tijdens de Tweede Wereldoorlog volledig verwoest.
In 1923-24 bouwde hij andermaal een eigen woonst, ditmaal aan de Boekenberglei te Deurne. Dit huis dat refereerde aan de Wiener Sezession, was een trefpunt voor zijn zeer talrijke vrienden.
In 1924 nam hij met het ontwerp ‘Pinksterkerk’ deel aan de tentoonstelling ‘L’art religieux‘ te Antwerpen. In 1925 ontving hij op de 'Exposition Internationale des Arts Décoratifs et Industriels modernes ' te Parijs een onderscheiding.
Als medeoprichter van de Pelgrimbeweging (1925) nam hij deel aan de Pelgrimtentoonstellingen van 1927 en 1930 te Antwerpen. Deze beweging ijverde voor een wederopleving van de Vlaamse cultuur op basis van christelijke en humanitaire waarden.

Vanaf 1927 wijdde hij zich in hoofdzaak aan religieuze architectuur, opgevat in een sober en rationeel art-deco-idioom:
- de Sint Lutgardiskapel (1928);
- het Sint-Lievenscollege (1929-32) (in samenwerking met Jef Huygh en Jan Smits)
- de Boodschapkapel in het Heilig Hartinstituut der Zusters Annunciaten te Heverlee (1930-31)
- de Sint-Walburgiskerk (1936) te Antwerpen
- de kapel van het Sint-Aloysiuscollege te Ninove (1938)
- Heilige Hartkerk te Lier (1937-39)..

De Boodschapkapel in het Heilig Hartinstituut te Heverlee wordt  beschouwd als de belangrijkste realisatie van de Pelgrimbeweging. Bij dit grootse project deed hij beroep op glazenier Eugeen Yoors, edelsmid Rie Haan, en de kunstschilders Albert Servaes en Paul Joostens.
Tussen 1933 en 1936 leverde hij ook aan zijn gebuur, architect Jef Huygh, ontwerper van de Sint-Jozefskerk te Deurne, een aandeel bij de bouw van de kerk in kwestie.
Na de Tweede Wereldoorlog bouwde hij onder leiding van architect Henry Van de Velde het preventorium te Pulderbos (1939-45) en het sanatorium te Mont-sur-Meuse (1940-45).
Van 1950 tot 1967 werkte hij aan het project  ‘Kathedraal voor de Wereldvrede’, waarvoor Eugeen Yoors talrijke glasraamontwerpen maakte. Dit plan bleef onuitgevoerd.
Omwille van hartproblemen werd hij gedwongen tot rust.
Flor Van Reeth bracht zijn laatste levensjaren door in een rusthuis te Lier (België) alwaar hij op 21 maart 1975 overleed. Hij werd begraven op de begraafplaats "Kloosterheide" te Lier.
De gemeente Deurne, waar hij jarenlang woonde, heeft hem geëerd door naar hem het Flor Van Reethpad te noemen.